# Linda Sobeh Alí
Linda Sobeh Alí (en árabe: ليندا صبح علي) (Ramala, 1968) es una diplomática palestina, que se desempeñó como embajadora de Palestina ante Venezuela desde 2012 hasta 2020.

## Biografía
Nacida en Ramala, vivió en Estados Unidos donde fue presidente del Congreso Palestino-Americano. Luego desempeñó funciones en la sede del Ministerio de Asuntos Exteriores palestino. Entre 2010 y 2011 fue encargada de negocios de la Autoridad Nacional Palestina en Canadá. Durante su cargo en Canadá, el gobierno de Stephen Harper rechazó reconocer a Palestina como Estado.
En octubre de 2011, a raíz de una publicación en la red social Twitter, donde compartía un video de una niña palestina recitando un poema que se consideró ofensivo para los judíos, el gobierno canadiense la declaró persona no grata y pidió su retiro del país. Sobeh luego expresó su pesar sobre el incidente malintencionado y presentó su renuncia al cargo. En cuanto al poema, Salah Basalamah de la Escuela de Traducción e Interpretación de la Universidad de Ottawa hizo referencia a errores en la traducción del árabe al inglés, expresando que el poema habla de luchar contra el sionismo y no contra el pueblo judío.
Se desempeña como embajadora de su país en Venezuela desde el 5 de marzo de 2012. El 9 de noviembre de 2016 presentó sus cartas credenciales como embajadora no residente del Estado de Palestina en Guyana. Tras ello se reunió con políticos guyaneses de alto rango y la comunidad musulmana de dicho país. A principios de 2017 anunció que presentaría sus cartas credenciales en Haiti y San Vicente y las Granadinas en El Caribe. Ante este último estado lo realizó el 8 de marzo de 2017, siendo la primera representante palestina.
Durante su cargo en Venezuela, las relaciones bilaterales se fortalecieron debido al apoyo de los gobiernos de Hugo Chávez y Nicolás Maduro a la causa palestina, que se materializaron con las firmas de acuerdos económicos y visitas del canciller palestino al territorio venezolano. En mayo de 2016 inauguró la sede de la embajada palestina en Caracas junto a la ministra de exteriores venezolana Delcy Rodríguez y su homólogo palestino Riyad al-Maliki.
Además de su árabe nativo, habla inglés y español. En cuanto a su vida personal, tiene una hija.